# Zamora CF
Zamora Club de Fútbol is een Spaanse voetbalclub uit Zamora. De club is opgericht op 2 augustus 1969. Thuisstadion is het Estadio Ruta de la Plata, dat plaats biedt aan 7813 toeschouwers.

## Geschiedenis
In het seizoen 2005/2006 bereikte Zamora CF als enige niet-Primera División-club de achtste finales van de Copa del Rey. Daarin nam de club het op tegen FC Barcelona. In de heenwedstrijd in Zamora maakte de derdeklasser het de Catalaanse grootmacht behoorlijk lastig. Xaco tekende na vier minuten zelfs voor de verrassende openingstreffer. Zamora CF hield lang stand en pas na een halfuur bracht Van Bronckhorst de wedstrijd in evenwicht. Pas tien minuten wist FC Barcelona de wedstrijd te beslissen met doelpunten van Márquez en Giuly (1-3). De return verloor Zamora CF vrij kansloos met 6-0. De club kon wel verzachtende omstandigheden aanvoeren. Het vliegtuig dat de spelers en technische staf van het vliegveld van Salamanca naar Barcelona moest brengen kon door dichte mist niet opstijgen, waardoor men genoodzaakt was met een bus naar de honderd kilometer verderop gelegen luchthaven van Valladolid te reizen. Uiteindelijk arriveerden de spelers van Zamora CF pas een uur voor aanvang van de wedstrijd in Camp Nou.
Tijdens het overgangsjaar 2020-2021 van de Segunda División B zou de ploeg een plaatsje kunnen afdwingen in de nieuw opgerichte Primera División RFEF.  Tijdens het seizoen 2021-2022 kon met een achttiende plaats in de eindrangschikking het behoud niet afgedwongen worden.  Zo speelt de ploeg vanaf seizoen 2022-2023 op het vierde niveau van het Spaans voetbal, de Segunda División RFEF.

## Bekende spelers
- Harvey Esajas
- Jeffrey Hoogervorst
- Valentín Goffin